# Визнер, Джером
Джером Берт Ви́знер (30 мая 1915 — 21 октября 1994) — американский профессор электротехники, назначенный президентом Джоном Ф. Кеннеди председателем Президентского комитета по науке  (англ. President's Science Advisory Committee, PSAC). Находясь на этом посту, активно возражал против программы пилотируемых космических полетов.

## Ранние годы и образование
Родился в Детройте, штат Мичиган, в семье еврейских иммигрантов из Силезии.
Получил степень бакалавра наук (BS) в области электротехники и математики в 1937 году и степень магистра наук (MS) в 1938 году в Мичиганском университете. Получил степень доктора философии (PhD) в области электротехники в UM в 1950 году.

## Карьера
Начал свою профессиональную карьеру в Массачусетском технологическом институте (МТИ), в 1942 году присоединившись к радиационной лаборатории и работая над разработкой микроволновых радаров. Стал ассоциированным членом руководящего комитета лаборатории и возглавил «Проект Кадиллак», по разработке предшественника системы ДРЛО.
В конце Второй мировой войны некоторое время работал в Лос-Аламосской национальной лаборатории, затем вернулся в МТИ в качестве профессора электротехники; с 1946 по 1961 год работал в Научно-исследовательской лаборатории электроники МТИ, в конечном итоге став ее директором.

### Администрация Кеннеди
В феврале 1961 года президент Джон Ф. Кеннеди назначил Визнера председателем Президентского научного консультативного комитета (PSAC).

#### Космическая программа
10 января 1961 года рабочая группа Визнера представила Кеннеди доклад, предупреждая о «неадекватном планировании и руководстве» и «отсутствии выдающихся ученых и инженеров» в космической программе. Доклад содержал возражения против программы пилотируемых космических полетов, утверждая, что проект «Меркурий» «преувеличивает ценность того аспекта космической деятельности, в котором у нас меньше шансов добиться успеха. Мы должны прекратить рекламировать „Меркурий“ как нашу главную цель в космической деятельности».
11 февраля Визнер, как председатель президентского консультативного комитета по науке, назначил свою комиссию для проверки целесообразности пилотируемой космической программы NASA. Научный консультативный комитет при президенте подчеркнул скептицизм научной элиты по поводу отправки людей в космос. Визнера не интересовали политические аспекты, как других членов администрации Кеннеди. Визнер считал, что космическая программа будет давать научные результаты даже без человека. Кроме того, подчеркивалась возможность катастрофы, которая может возникнуть в результате попыток вывести человека на орбиту, что «создаст ситуацию серьезного национального позора». Эти два пункта были лишь двумя среди многих причин, по которым Визнер не хотел отправлять человека в космос.

#### Ограничение ядерного оружия
В некрологе Визнера он описывается как «ключевая фигура в администрации Кеннеди в создании Агентства по контролю над вооружениями и разоружению, в достижении Договора о частичном запрещении ядерных испытаний в октябре 1963 года и в успешных усилиях по ограничению развертывания систем противоракетной обороны».

#### Возвращение в МТИ
Незадолго до гибели в ноябре 1963 года, Кеннеди решил заменить Визнера на посту председателя PSAC Дональдом Хорнигом из Принстонского университета. В 1964 году преемник Кеннеди, Линдон Б. Джонсон утвердил это решение. Покинув Белый дом, Визнер вернулся в МТИ в качестве декана научной школы; в 1966 стал проректором; с 1971 по 1980 год занимал пост президента.
Во время Уотергейтского скандала в июне 1973 года стало известно, что 9 сентября 1971 года Чарльз Колсон, советник президента Никсона, подготовил краткий список из 20 человек, считавшихся «враждебными администрации». Было обнаружено то,  что стало широко известно как «список врагов Никсона», и расширялось включением Визнера в двадцаку других ученых. Согласно выпуску Science, перепечатанному в Boston Globe и Washington Post, позднее Никсон распорядился «сократить субсидии Массачусетского технологического института ввиду антиоборонительной предвзятости Визнера».

## Награды
Визнер был избран членом Американской академии искусств и наук в 1953 году и Американского философского общества в 1969 году В 1980 году он был награжден премией Делмера С. Фарни. В 1993 году был награжден Медалью общественного благосостояния Национальной академии наук, членом которой он являлся.

## Личная жизнь
Умер в своем доме в Уотертауне, штат Массачусетс, от сердечной недостаточности в возрасте 79 лет . Его сын Стивен Визнер сделал фундаментальные открытия в квантовой теории информации.